# Cópula (estatística)
Em estatística, uma função cópula é usada como método geral para formular distribuições multivariadas de maneira que diversos tipos gerais de dependência possam ser representados 

## Ideia básica
Considere duas variáveis aleatórias {\displaystyle X} e {\displaystyle Y} com distribuição cumulativa conjunta dada por {\displaystyle F_{X,Y}(x,y)} e distribuições cumulativas marginais dadas por {\displaystyle F_{X}(x)} e  {\displaystyle F_{Y}(y)}. Segundo o teorema de Sklar, para qualquer par de variáveis aleatórias existe uma função {\displaystyle C(u,v)} tal que:
{\displaystyle F_{X,Y}\left(x,y\right)=C(F_{X}(x),F_{Y}(y))}
Sempre é possível fazer a transformação de variáveis
{\displaystyle U=F_{X}\left(X\right)} e {\displaystyle V=F_{Y}\left(Y\right)},
de forma que U e V possuem ambas distribuições marginais uniformes no intervalo {\displaystyle [0,1]}. A distribuição cumulativa conjunta de U e V é dada pela própria função cópula:
{\displaystyle F_{U,V}\left(u,v\right)=C(u,v)}
A função cópula C(u,v) contém todas as informações da distribuição de probabilidade que independem das distribuições marginais. Dessa forma, pode-se dizer que as cópulas codificam a dependência entre as variáveis. Com essa construção temos que a distribuição conjunta de variáveis aleatórias podem ser decompostas em distribuições marginais de cada uma das variáveis, que contém todas as informações sobre cada uma das variáveis correspondentes, e cópula, que contém toda a informação de como as variáveis dependem uma das outras.

## Definição formal
Uma cópula é uma distribuição cumulativa conjunta multivariada no cubo unitário n-dimensional {\displaystyle [0,1]^{n}} tal que todas as distribuições marginais são uniformes no intervalo {\displaystyle [0,1]}:
{\displaystyle C\left(u_{1},u_{2},\ldots ,u_{n}\right)=C(\mathbf {u} )=\mathrm {Prob} \left(U_{1}<u_{1},U_{2}<u_{2},\ldots ,U_{n}<u_{n}\right)} com {\displaystyle u_{n}\in [0,1]},
{\displaystyle \operatorname {Prob} \left(U_{i}<u_{i}\right)=u_{i}} para todo {\displaystyle i\in \{1,2,\ldots ,n\}}.
De maneira alternativa, uma função {\displaystyle C:\left[0,1\right]^{n}\rightarrow [0,1]} é dita uma cópula em n dimensões se:
{\displaystyle C(\mathbf {u} )=0} sempre que ao menos uma das componentes de {\displaystyle \mathbf {u} } for nula,
{\displaystyle C(\mathbf {u} )=u_{i}} sempre que todas as componentes de {\displaystyle \mathbf {u} } são iguais a 1, exceto a i-ésima, que é igual a {\displaystyle u_{i}},
{\displaystyle C(\mathbf {u} )} é n-crescente, ou seja, todo {\displaystyle B=\times _{i=1}^{n}[x_{i},y_{i}]\subseteq [0,1]^{n}} possui C-volume maior ou igual a 0, com C-volume definido por {\displaystyle \sum _{\mathbf {z} \in \times _{i=1}^{n}\{x_{i},y_{i}\}}(-1)^{\operatorname {card} \{k\mid z_{k}=x_{k}\}}C(\mathbf {z} )}.

### Caso n=2
No caso bivariado, a função {\displaystyle C\left(u,v\right):[0,1]\times [0,1]\rightarrow [0,1]} é denominada uma cópula se:
{\displaystyle C(0,v)=C\left(u,0\right)=0},
{\displaystyle C\left(u,1\right)=u} e  {\displaystyle C\left(1,v\right)=v},
Se {\displaystyle u_{1}\leq u_{2}} e {\displaystyle v_{1}\leq v_{2}}, então {\displaystyle C\left(u_{2},v_{2}\right)-C\left(u_{1},v_{2}\right)-C\left(u_{2},v_{1}\right)+C\left(u_{1},v_{1}\right)\geq 0}

## Limites de Fréchet-Hoeffding
As funções {\displaystyle W(u,v)=\max(0,u+v-1)} e {\displaystyle M(u,v)=\min(u,v)} são cópulas bivariadas e possuem a propriedade de limitar por cima e por baixo todas as outras cópulas possíveis. Assim, se {\displaystyle C(u,v)} é uma cópula em 2 dimensões, então:
{\displaystyle W\left(u,v\right)\leq C(u,v)\leq M(u,v)} para quaisquer u e v no intervalo unitário.
No caso multivariado também existem cópulas limítrofes dadas por:
{\displaystyle W(u_{1},u_{2},\ldots ,u_{n})=\max \left(1-n+\sum _{i=1}^{n}u_{i},0\right)} e {\displaystyle M(u_{1},u_{2},\ldots ,u_{n})=\min \left(u_{1},u_{2},\ldots ,u_{n}\right)},
de tal forma que {\displaystyle W(\mathbf {u} )\leq C(\mathbf {u} )\leq M(\mathbf {u} )}.

## Densidade de Cópula
A função densidade de probabilidade é dada por:
{\displaystyle p_{X,Y}(x,y)={\frac {\partial ^{2}F_{X,Y}\left(x,y\right)}{\partial x\partial y}}=c(F_{X}(x),F_{Y}(y))p_{X}(x)p_{Y}(y)}
onde {\displaystyle p_{X}(x)} e {\displaystyle p_{Y}(y)} são as funções densidade de probabilidade marginais de X e Y respectivamente e a função:
{\displaystyle c(u,v)={\frac {\partial ^{2}}{\partial u\partial v}}C(u,v)}
é dita a densidade de cópula. A densidade de cópula é também a função densidade de probabilidade conjunta para as variáveis U e V definidas acima.

## Cópulas importantes e famílias de cópulas
Nas aplicações em finanças e inferência estatística pode-se famílias de distribuições multivariadas construídas com cópulas parametrizadas por um ou mais parâmetros a serem encontrados através dos métodos estabelecidos de inferência (método dos momentos, máxima verossimilhança, estimação bayesiana de parâmetros, etc.). Abaixo algumas famílias conhecidas de cópulas são apresentadas com suas propriedades mais importantes.

### Cópula trivial
Além das cópulas de Fréchet-Hoeffding, que indicam dependência máxima positiva e negativa, uma terceira cópula importante é aquela que indica dependência estatística nula, a cópula trivial ou cópula produto:
{\displaystyle C\left(u,v\right)=uv}
Essa cópula é a que surge quando as variáveis são estatisticamente independentes, ou seja, quando a distribuição conjunta pode ser escrita como um produto das distribuições marginais. No caso multivariado a cópula produto é dada por:
{\displaystyle C\left(\mathbf {u} \right)=\prod _{i=1}^{n}u_{i}}

### Cópula Normal ou Gaussiana
A distribuição normal multivariada pode ser usada para construir uma família de cópulas através da mudança de variáveis indicada na introdução. Dessa forma se obtém uma família de cópulas parametrizadas pelos {\displaystyle n(n-1)/2} coeficientes independentes da matriz de correlação. A cópula gaussiana ou normal será portanto dada por:
{\displaystyle C_{\hat {\Sigma }}(\mathbf {u} )={\frac {1}{\left[2\pi \det({\hat {\Sigma }})\right]^{\frac {n}{2}}}}\int _{-\infty }^{\Phi ^{-1}\left(u_{1}\right)}\int _{-\infty }^{\Phi ^{-1}\left(u_{2}\right)}\cdots \int _{-\infty }^{\Phi ^{-1}\left(u_{n}\right)}dx_{1}dx_{2}\ldots dx_{n}\exp \left[-{\frac {1}{2}}\mathbf {x} ^{\mathrm {T} }{\hat {\Sigma }}^{-1}\mathbf {x} \right]}
em que:
- {\displaystyle {\hat {\Sigma }}={\begin{bmatrix}1&\rho _{1,2}&\cdots &\rho _{1,n}\\\rho _{2,1}&1&\cdots &\rho _{2,n}\\\vdots &\vdots &\ddots &\vdots \\\rho _{n,1}&\rho _{n,2}&\cdots &1\end{bmatrix}}} é a matriz de correlação que parametriza a cópula e

- {\displaystyle \Phi (x)={\frac {1}{2}}+{\frac {1}{2}}\mathrm {erf} \left({\frac {x}{\sqrt {2}}}\right)} é a distribuição cumulativa de uma variável com distribuição normal padronizada e {\displaystyle \operatorname {erf} (x)} é a função erro.

No caso bivariado ficamos com:
{\displaystyle C_{\rho }\left(u,v\right)={\frac {1}{2\pi {\sqrt {1-\rho ^{2}}}}}\int _{-\infty }^{\Phi ^{-1}\left(u\right)}dx\int _{-\infty }^{\Phi ^{-1}\left(v\right)}dy\exp \left(-{\frac {1}{2(1-\rho ^{2})}}\left[{x^{2}+y^{2}}-2\rho xy\right]\right)}
onde {\displaystyle \rho } é a correlação que parametriza a cópula.
A cópula normal se reduz à cópula produto quando a matriz de correlação é diagonal, i. e., quando todas as correlações são nulas.

### Cópula t
Assim como a cópula normal pode ser definida a partir da distribuição normal multivariada, a distribuição t de Student multivariada dá origem à cópula t. A cópula t é dada por:
{\displaystyle C_{{\hat {\Sigma }},\nu }(\mathbf {u} )={\frac {\Gamma ({\frac {\nu +d}{2}})}{\Gamma ({\frac {\nu }{2}}){\sqrt {(\pi \nu )^{d}|{\hat {\Sigma }}|}}}}\int _{-\infty }^{t_{\nu }^{-1}\left(u_{1}\right)}dx_{1}\int _{-\infty }^{t_{\nu }^{-1}\left(u_{2}\right)}dx_{2}\ldots \int _{-\infty }^{t_{\nu }^{-1}\left(u_{n}\right)}dx_{n}\left[1+{\frac {\mathbf {x} ^{\mathrm {T} }{\hat {\Sigma }}^{-1}\mathbf {x} }{\nu }}\right]^{-{\frac {\nu +d}{2}}}},
em que:
- {\displaystyle {\hat {\Sigma }}} é a matriz de correlações, como no caso da cópula normal,
- {\displaystyle \nu } é o parâmetro conhecido como número de graus de liberdade da distribuição t e
- {\displaystyle t_{\nu }(x)} é a distribuição cumulativa de uma distribuição Student t univariada padronizada.

Quando o número de graus de liberdade {\displaystyle \nu } é muito grande, a cópula t fica cada vez mais próxima da cópula gaussiana, ficando idêntica à mesma no limite {\displaystyle \nu \rightarrow \infty }.

### Cópulas arquimedianas
Algumas cópulas podem ser escritas na forma:
{\displaystyle C(u,v)=\phi \left(\phi ^{-1}(u)+\phi ^{-1}(v)\right)}
e são chamadas cópulas arquimedianas com função geradora {\displaystyle \phi (x)}. Qualquer função pode ser a função geradora de uma cópula arquimediana se satisfizer os critérios:
{\displaystyle \phi \left(0\right)=1}
{\displaystyle \lim _{x\rightarrow 0}\phi (x)=\infty }
{\displaystyle {\frac {\mathrm {d} \phi }{\mathrm {d} x}}<0}
{\displaystyle {\frac {\mathrm {d} ^{2}\phi }{\mathrm {d} x^{2}}}>0}
Cópulas dessa classe são usadas extensamente em econometria, finanças e estatística por possuírem expressões analíticas extremamente simples para a maioria de seus momentos e parâmetros de dependência.
A cópula produto é uma cópula arquimediana com função geradora {\displaystyle \phi (x)=-\ln(x)}.
| name            | função geradora {\displaystyle \,\phi (t)}                             | inversa da geradora {\displaystyle \,\phi ^{-1}(t)}                              | parameter                              |
| --------------- | ---------------------------------------------------------------------- | -------------------------------------------------------------------------------- | -------------------------------------- |
| Ali-Mikhail-Haq | {\displaystyle {\frac {1-\theta }{\exp(t)-\theta }}}                   | {\displaystyle \log \left({\frac {1-\theta +\theta t}{t}}\right)}                | {\displaystyle \theta \in [0,1)}       |
| Clayton         | {\displaystyle \left(1+t\right)^{-1/\theta }}                          | {\displaystyle t^{-\theta }-1\,}                                                 | {\displaystyle \theta \in (0,\infty )} |
| Frank           | {\displaystyle -{\frac {\log(1-(1-\exp(-\theta ))\exp(-t))}{\theta }}} | {\displaystyle -\log \left({\frac {\exp(-\theta t)-1}{\exp(-\theta )-1}}\right)} | {\displaystyle \theta \in (0,\infty )} |
| Gumbel          | {\displaystyle \exp \left(-t^{1/\theta }\right)}                       | {\displaystyle \left(-\log(t)\right)^{\theta }}                                  | {\displaystyle \theta \in [1,\infty )} |
| Independence    | {\displaystyle \exp(-t)\,}                                             | {\displaystyle -\log(t)\,}                                                       |                                        |
| Joe             | {\displaystyle 1-\left(1-\exp(-t)\right)^{1/\theta }}                  | {\displaystyle -\log \left(1-(1-t)^{\theta }\right)}                             | {\displaystyle \theta \in [1,\infty )} |

#### Cópula de Clayton
A cópula de Clayton é obtida usando a função geradora:
{\displaystyle \phi (x)={\frac {1}{\alpha }}(t^{-\alpha }-1)} ,
e é dada pela expressão:
{\displaystyle C(u,v)=\max(\left[u^{-\alpha }+v^{-\alpha }-1\right]^{-{\frac {1}{\alpha }}},0)}.

#### Cópula de Frank
A cópula de Frank é obtida usando a função geradora:
{\displaystyle \phi (x)=-\ln \left({\frac {\exp(-\alpha t)-1}{\exp(-\alpha )-1}}\right)} ,
e é dada pela expressão:
{\displaystyle C(u,v)=-{\frac {1}{\alpha }}\ln \left(1+{\frac {(e^{-\alpha u}-1)(e^{-\alpha v}-1)}{e^{-\alpha }-1}}\right)}.

## Estimação de cópulas
A função cópula pode ser estimada a partir dos métodos tradicionais de inferência paramétrica ou não-paramétrica.

### Distribuição cumulativa empírica dos postos
O método mais simples e imediato é através da interpolação de um histograma dos postos. A partir de uma série de observações {\displaystyle (x_{i},y_{i})} com {\displaystyle i=1,2,\ldots ,N} das variáveis X e Y, definimos o posto {\displaystyle X_{i}} da seguinte forma:
1. ordene os valores {\displaystyle x_{i}} de forma crescente,
2. {\displaystyle X_{i}} é definido como a posição do valor {\displaystyle x_{i}} nessa sequência ordenada dividida pelo número de observações N.

analogamente {\displaystyle Y_{i}} é a posição de {\displaystyle y_{i}} na lista ordenada de todos os valores de Y normalizada pelo total N. As variáveis de posto {\displaystyle (X_{i},Y_{i})} são estimadores para as variáveis U e V da introdução. Dessa forma, uma estimativa para a cópula pode ser obtida estimando a distribuição cumulativa dos postos:
{\displaystyle C_{n}\left({\frac {j}{N}},{\frac {k}{N}}\right)={\frac {{\text{Numero de pares de postos}}(X_{i},Y_{i}){\text{tais que }}X_{i}\leq X_{(j)}{\text{ e }}Y_{i}\leq Y_{(k)}}{N}}.}
Valores de C(u,v) não compreendidos pela expressão acima podem ser interpolados.

### Método dos momentos
Uma outra forma de estimar a cópula associada a um certo conjunto de dados é usar uma família de cópulas {\displaystyle C(u,v|\theta )} com um série de parâmetros {\displaystyle \theta _{1},\theta _{2},\ldots ,\theta _{n}}. Se são conhecidas expressões analíticas dos valores esperados com relação a esta cópula de n funções:
{\displaystyle E\left[f_{i}(u,v)\right]=F_{i}(\theta )},
pode-se obter n equações para os parâmetros {\displaystyle \theta } se houver estimativas para esses valores esperados a partir do conjunto de dados conhecido.

### Método da máxima verossimilhança
O método da máxima verossimilhança pode ser aplicado a qualquer família distribuição de probabilidades com um certo número de parâmetros, e isso se aplica também a cópulas. O conjunto de parâmetros que maximiza a probabilidade dos dados observados:
{\displaystyle {\hat {\theta }}=\arg \max _{\theta }L(\theta ,{(x_{i},y_{i}),i=1..n})=\arg \max _{\theta }\sum _{i=1}^{n}c\left(X_{i},Y_{i}|\theta \right)},
onde {\displaystyle (X_{i},Y_{i})} são os postos definidos acima, oferece uma estimativa para a cópula dada por:
{\displaystyle {\hat {C}}(u,v)=C\left(u,v|{\hat {\theta }}\right)}.

### Inferência bayesiana
Priores para estimação bayesiana, paramétrica e não paramétrica, de cópulas, particularmente se for suposta uma estrutura arquimediana, são assuntos tratados em referências recentes enquanto se escreve esse artigo.

## Medidas de dependência
O conceito de medidas de dependência está intimamente ligado ao conceito de cópula. Alguns dos requisitos de Renyi para que um funcional possa ser considerado uma boa medida de dependência pode ser resumido no requisito de que dependa exclusivamente da densidade de cópula.